# Montfaucon (Adelsgeschlecht)
Die Herren von Montfaucon waren ein burgundisches Adelsgeschlecht. Von 1163 bis 1397 waren sie Grafen von Montbéliard (Mömpelgard).

## Geschichte
Die Herren von Montfaucon sind seit der Mitte des 11. Jahrhunderts als Besitzer der Burg in Montfaucon bei Besançon belegt. Sie waren Vasallen der Pfalzgrafen von Burgund. 1119 trugen sie durch reiche Stiftungen zur Gründung des Zisterzienserklosters Bellevaux bei, des ersten Zisterzienserklosters in der Franche-Comté, als dessen Tochterkloster sie 1123/24 das Kloster Lützel gründeten. Amadeus II. erbte 1163 die Grafschaft Mömpelgard. Er erwarb 1168 die Hälfte der Herrschaft Orbe und (vermutlich durch Heirat mit Beatrix von Grandson) die Herrschaft Montagny-le-Corbe und legte damit die Grundlagen für den waadtländischen Besitz der Familie. 
Amadeus’ Sohn Walter nahm am Vierten Kreuzzug teil, wurde Konstabler des Königreichs Jerusalem und Regent des Königreichs Zypern. Nach dem Tod Richards III. teilten seine Söhne 1229 den Besitz. Dietrich erhielt Mömpelgard, sein jüngerer Bruder die waadtländischen Besitzungen, Orbe, Montagny-le-Corbe und Echallens; 1255 erwarb er auch die andere Hälfte von Orbe.
Dietrich vererbte 1282 Montbéliard an seine Urenkelin Guillemette von Neuenburg und deren Gatten Rainald von Burgund. Durch die Heirat von Rainalds Tochter Agnes mit Heinrich I. aus der jüngeren Linie kam die Grafschaft Mömpelgard 1320 wieder in den Beitz des Hauses Montfaucon. Heinrichs Sohn Stephan war der Letzte seines Geschlechts. Nach seinem Tod 1397 fiel Mömpelgard an Henriette, die Tochter von Stephans Sohn Heinrich, der 1396 in der Schlacht von Nikopolis gefallen war. Durch die Ehe Henriettes mit Graf Eberhard IV. kam die Grafschaft an das Haus Württemberg. Die waadtländischen Besitzungen fielen durch die Ehe von Henriettes Schwester Johanna mit Ludwig II. von Chalon-Arly an das Haus Chalon. 
Die Familie stellte drei Erzbischöfe von Besançon:
- Hugo II. (1067–1085)
- Dietrich II. (1181–1190)
- Ludwig von Montfaucon (1361–1362)